# Ксантелазма
Ксантелазма (лат. xanthelasma) — новоутворення шкіри, що клінічно проявляється у вигляді невеликих жовтуватих бляшок, що дещо піднімаються над рівнем шкіри. Як правило, розташовуються групами біля внутрішнього кантусу повік. Спостерігаються частіше у осіб старше 50 років. Поява ксантелазм у молодих людей пов'язана з наявністю сімейної гіперхолестеринемії. Поява жовтуватих бляшок обумовлена скупченням ксантомних клітин, цитоплазма яких заповнена ліпідами. Самовиліковування не відбувається.

## Лікування
Лікування — хірургічне висічення з пластикою місцевими тканинами, іноді виконується одномоментна блефаропластика.
Пацієнтам з наявністю гіперхолестеринемії і дисбеталіпопротеїнемії (підвищення рівня холестерину і ліпідів проміжної щільності в крові) призначаються дієти з низьким вмістом жирів тваринного походження.

## Прогноз
Сучасні дослідження вказують на те, що ксантелазма є провісником атеросклерозу та ішемічної хвороби серця.